# Sermoneta
Sermoneta är en stad och kommun i provinsen Latina i regionen Lazio i Italien. Kommunen hade 10 135 invånare (2018) och gränsar till kommunerna Bassiano, Cisterna di Latina, Latina, Norma och Sezze.
En av stadens sevärdheter är katedralen Santa Maria Assunta.